# Pseudorhaphitoma fairbanki
Pseudorhaphitoma fairbanki é uma espécie de gastrópode do gênero Pseudorhaphitoma, pertencente a família Mangeliidae.